# 小斑姬鶲
小斑姬鶲（学名：Ficedula westermanni）为鶲科姬鶲属的鸟类，分布于孟加拉国，不丹，柬埔寨，中国，印度，印度尼西亚，老挝，马来西亚，缅甸，尼泊尔，菲律宾，泰国，东帝汶和越南。

## 亚种
- 小斑姬鶲西南亚种（学名：Ficedula westermanni australorientis）。在中国大陆，分布于西藏、云南、贵州、广西等地。该物种的模式产地在老挝。[3]